# Misaki Amano
Misaki Amano (天野 実咲, 22 de abril de 1985) és una exfutbolista japonesa.

## Selecció del Japó
Ha disputat Copa del Món de 2007.